# Porcellio centralis
Porcellio centralis là một loài chân đều trong họ Porcellionidae. Loài này được Vandel miêu tả khoa học năm 1954.